# Madonna col Bambino e i santi Giovanni Battista e Andrea
La  Madonna col Bambino e i santi Giovanni Battista e Andrea  (en français : Vierge à l'Enfant entre les saints Jean-Baptiste et André) est une peinture a tempera sur panneau de bois de 78 × 60 cm, qui peut être datée autour de 1494, réalisée par Neroccio di Bartolomeo de' Landi, et conservée à la Pinacothèque nationale de Sienne.

## Sources
- (en) Gertrude Coor, Neroccio de' Landi 1447-1500, Princeton, New Jersey, Princeton University Press, 1961, 235 p., 30 x 23 cmReproduction de la Madonna col Bambino e i santi Giovanni Battista e Andrea (figure no 64), décrite p. 187, (no 55) dans le catalogue.